# Шлемоносный какаду
Шлемоносный какаду (лат. Callocephalon fimbriatum) — птица семейства какаду. Единственный вид рода.

## Внешний вид
Длина тела 32—37 см; масса 250—280 г. Основная окраска оперения серая, каждое перо окаймляет пепельный цвет, голова и хохолок — ярко-оранжевые. Нижняя часть живота и нижние перья хвоста окаймлены оранжево-жёлтым. Крылья и хвост серые. Клюв светлый.

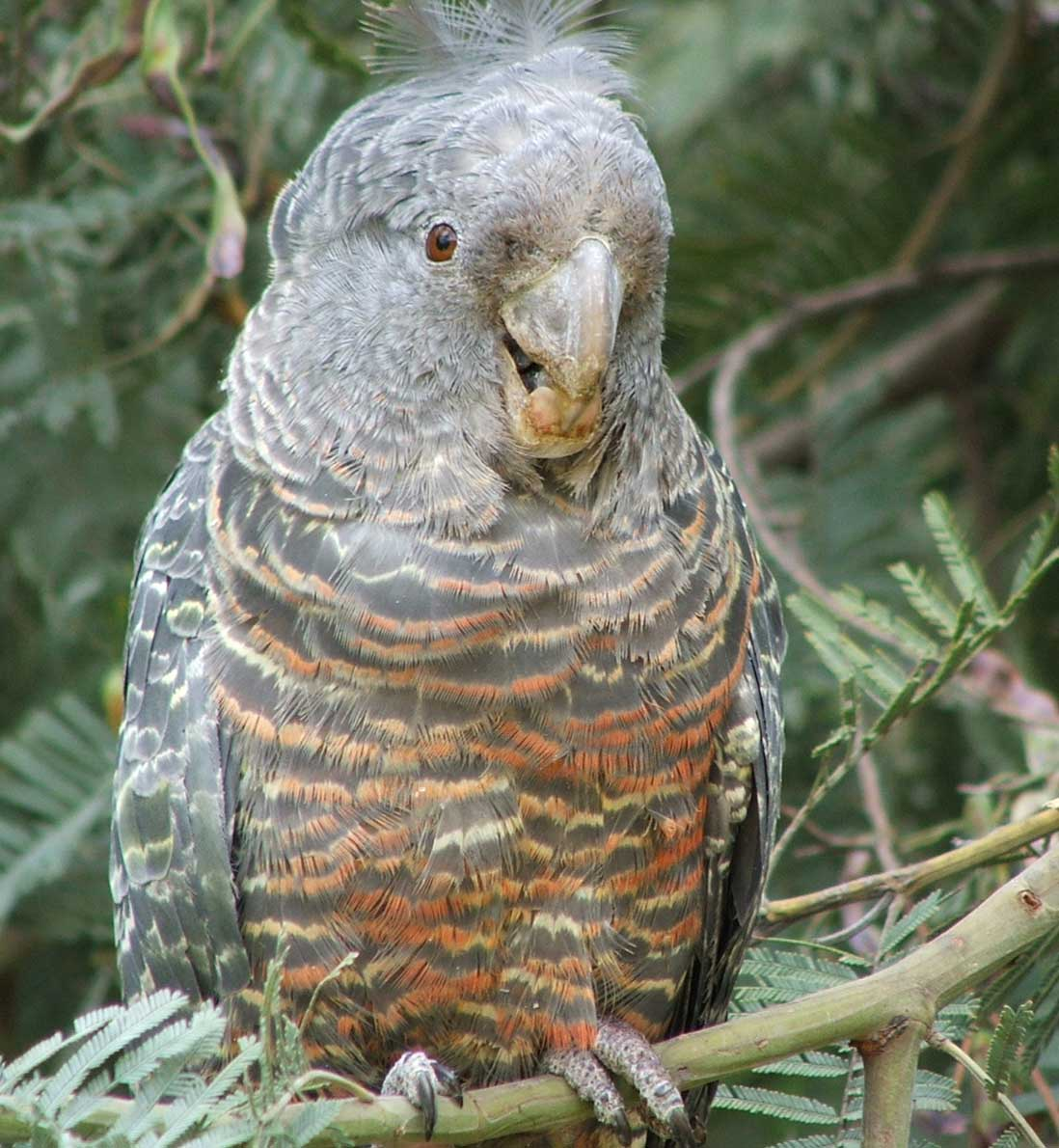
Самка

У самки серые голова и хохолок.

## Распространение
Обитает в юго-восточной Австралии и на близлежащих островах.

## Образ жизни
Населяет горные эвкалиптовые леса до высоты 2000 м над уровнем моря.